# Aeropuerto Internacional Gustavo Rojas Pinilla (San Andrés)

Mapa de rutas nacionales del aeropuerto internacional Gustavo Rojas Pinilla

Aeropuerto Internacional Gustavo Rojas Pinilla (IATA: ADZ, OACI: SKSP) es el principal aeropuerto del archipiélago de San Andrés, Providencia y Santa Catalina, el cual cuenta con una estructura y capacidad para recibir aeronaves de gran tamaño, gracias a esto se reciben vuelos "chárter" y "estacionales" de diferentes partes de América y Europa. Es la séptima terminal aérea más importante de Colombia.

## Historia
Este terminal aéreo fue renombrado así en honor al general Gustavo Rojas Pinilla, expresidente de la República de Colombia, quien pudo unir por primera vez a esa isla caribeña con el territorio continental de Colombia a mediados de los años 1950 y para eso ordenó construir este aeropuerto. El primer nombre del aeropuerto fue "Aeropuerto Sesquicentenario".

## Estadísticas y crecimiento
Este aeropuerto es una de las terminales aéreas de Colombia que cuenta con la característica de tener "cielos abiertos" por lo cual número de aerolíneas y pasajeros ha aumentado en los últimos años y probablemente seguirá creciendo, resaltando que el país ha venido firmando acuerdo de cielos abiertos con múltiples países por lo cual este beneficio a largo plazo no tendrá mucho valor. La mayoría de pasajeros son nacionales, los pasajeros internacionales que llegan a la isla, lo hacen a través de los vuelos chárter o estacionales, o haciendo escala en Panamá y Colombia.

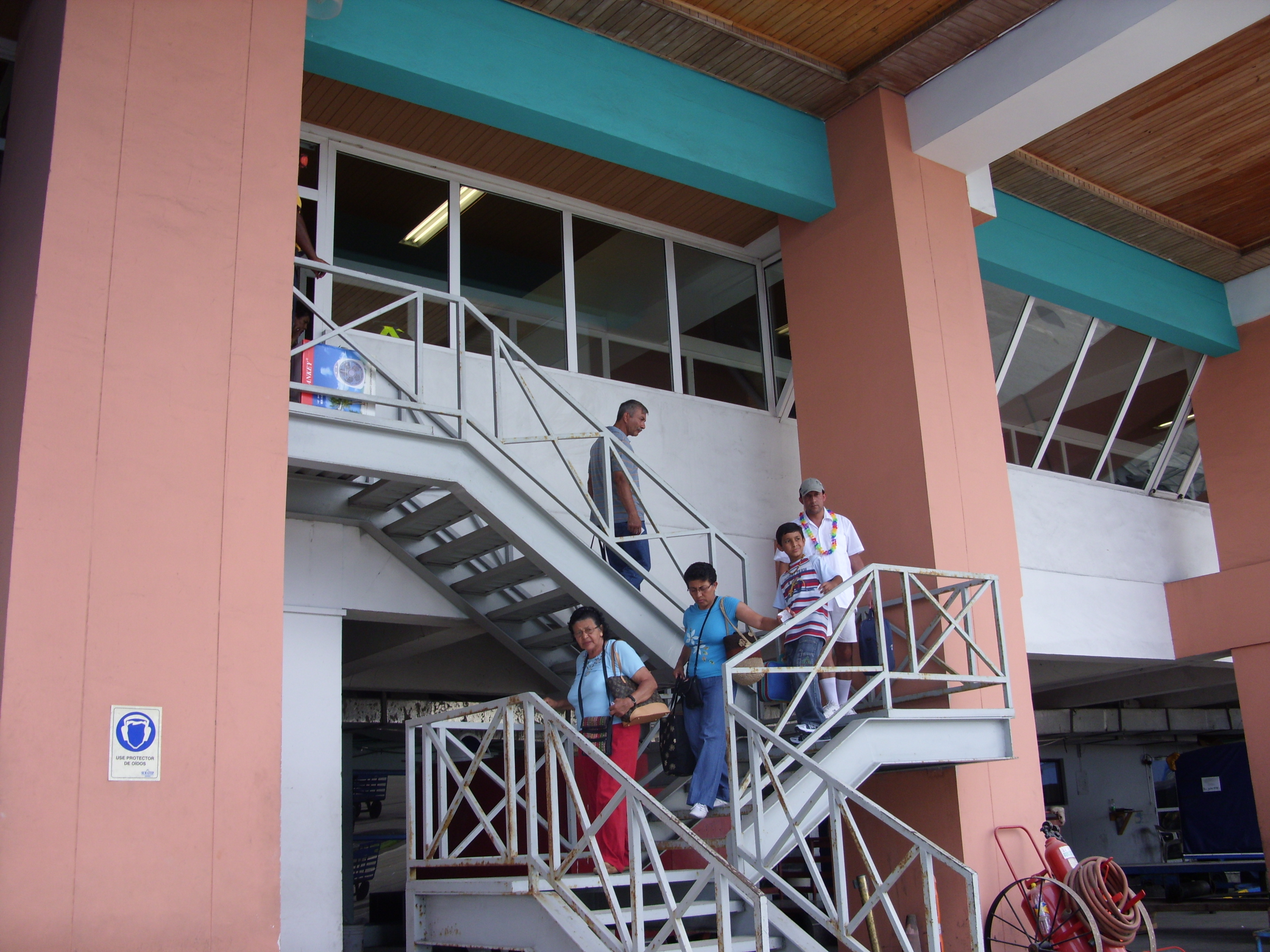
Escaleras de Abordaje en el Aeropuerto Internacional Gustavo Rojas Pinilla.

## Aerolíneas y destinos

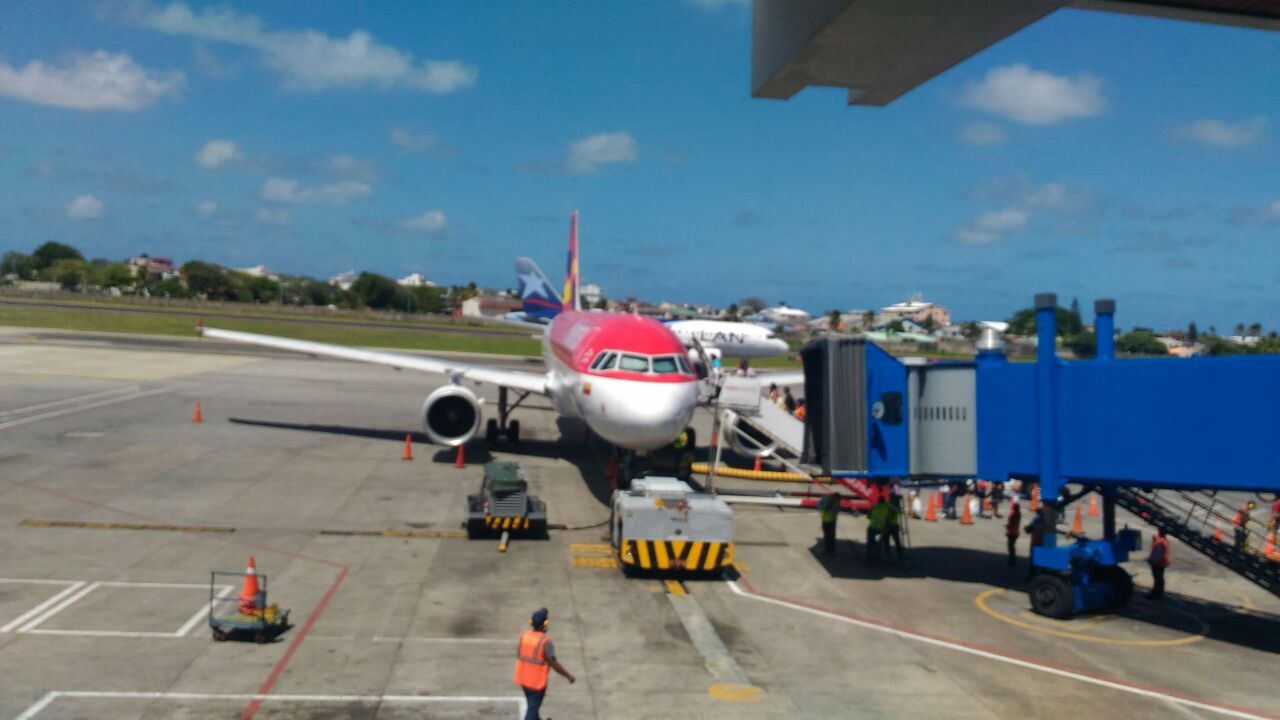
Vista desde la Sala de espera del Aeropuerto Internacional Gustavo Rojas Pinilla.

### Internacionales

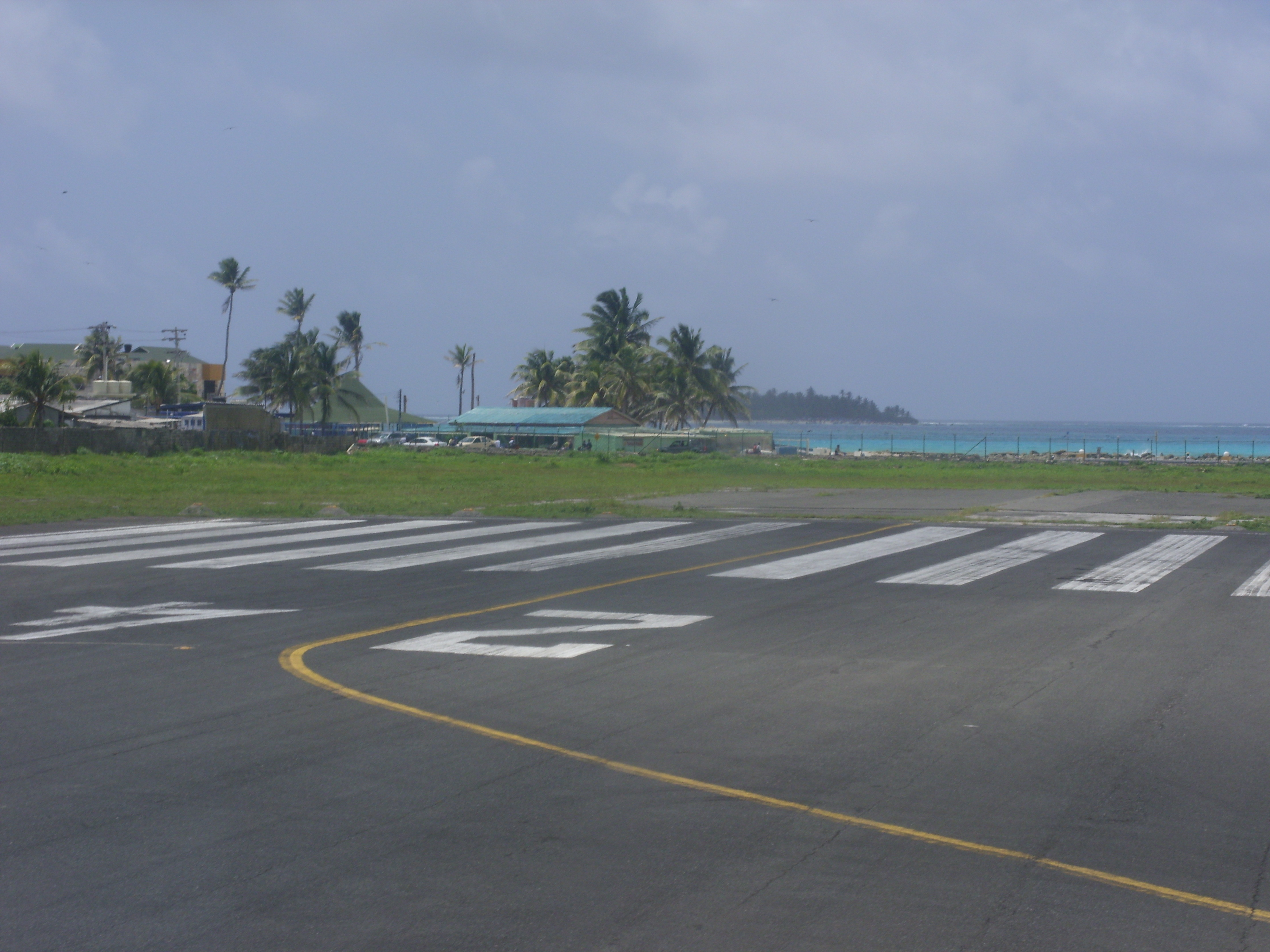
Cabecera de la pista 24 del Aeropuerto Internacional Gustavo Rojas Pinilla.

| Ciudades por países              | Nombre del aeropuerto                           | Aerolíneas                                              | Aeronaves | Frecuencias |
| -------------------------------- | ----------------------------------------------- | ------------------------------------------------------- | --------- | ----------- |
| Canadá (2 destinos, 1 aerolínea) |                                                 |                                                         |           |             |
| Montreal                         | Aeropuerto Internacional Pierre Elliott Trudeau | WestJet (Estacional) (Inicia el 8 de diciembre de 2025) | B738      | 1           |
| Quebec                           | Aeropuerto Internacional Jean-Lesage            | WestJet (Estacional) (Inicia el 8 de diciembre de 2025) | B738      | 1           |
| Panamá (1 destino, 1 aerolínea)  |                                                 |                                                         |           |             |
| Panamá                           | Aeropuerto Internacional de Tocumen             | Copa Airlines                                           | B738      | 4           |
| Total: 3 destinos, 2 aerolíneas  |                                                 |                                                         |           |             |

### Nacionales
| Ciudad                          | Nombre del aeropuerto                           | Aerolíneas                                           | Aeronaves   | Frecuencias |
| ------------------------------- | ----------------------------------------------- | ---------------------------------------------------- | ----------- | ----------- |
| Barranquilla                    | Aeropuerto Internacional Ernesto Cortissoz      | Wingo                                                | B738        | 7           |
| Bogotá                          | Aeropuerto Internacional El Dorado              | Avianca                                              | A319 / A320 | 53          |
| Bogotá                          | Aeropuerto Internacional El Dorado              | LATAM                                                | A319 / A320 | 27          |
| Bogotá                          | Aeropuerto Internacional El Dorado              | JetSMART Colombia (Inicia el 15 de octubre del 2025) | A320N       | 7           |
| Cali                            | Aeropuerto Internacional Alfonso Bonilla Aragón | Avianca                                              | A319 / A320 | 4           |
| Cali                            | Aeropuerto Internacional Alfonso Bonilla Aragón | LATAM                                                | A319 / A320 | 12          |
| Cali                            | Aeropuerto Internacional Alfonso Bonilla Aragón | JetSMART Colombia                                    | A320N       | 4           |
| Cartagena                       | Aeropuerto Internacional Rafael Núñez           | LATAM                                                | A319 / A320 | 7           |
| Cartagena                       | Aeropuerto Internacional Rafael Núñez           | Wingo                                                | B738        | 4           |
| Medellín                        | Aeropuerto Internacional José María Córdova     | Avianca                                              | A319 / A320 | 9           |
| Medellín                        | Aeropuerto Internacional José María Córdova     | LATAM                                                | A319 / A320 | 14          |
| Medellín                        | Aeropuerto Internacional José María Córdova     | JetSMART Colombia                                    | A320N       | 5           |
| Providencia                     | Aeropuerto El Embrujo                           | Satena                                               | AT45        | 24          |
| Total: 6 destinos, 5 aerolíneas |                                                 |                                                      |             |             |

### Aerolíneas de carga
- AerCaribe
  - Bogotá / Aeropuerto Internacional El Dorado

- Aerosucre
  - Bogotá / Aeropuerto Internacional El Dorado

### Aerolíneas que cesaron operación
Aerolíneas operativas
| Ciudades por países                      | Nombre del aeropuerto                           | Aerolíneas                                  | Notación     |              |
| Norteamérica                             | Norteamérica                                    | Norteamérica                                | Norteamérica | Norteamérica |
| ---------------------------------------- | ----------------------------------------------- | ------------------------------------------- | ------------ | ------------ |
| Canadá (2 destinos, 1 aerolínea)         |                                                 |                                             |              |              |
| Montreal                                 | Aeropuerto Internacional Pierre Elliott Trudeau | Air Transat                                 |              |              |
| Toronto                                  | Aeropuerto Internacional Toronto Pearson        | Air Transat                                 |              |              |
| Estados Unidos (1 destino, 1 aerolínea)  |                                                 |                                             |              |              |
| Miami                                    | Aeropuerto Internacional de Miami               | American Eagle                              |              |              |
| El Caribe                                |                                                 |                                             |              |              |
| Islas Caimán (1 destino, 1 aerolínea)    |                                                 |                                             |              |              |
| Gran Caimán                              | Aeropuerto Internacional Owen Roberts           | Cayman Airways                              |              |              |
| Centroamérica                            |                                                 |                                             |              |              |
| Costa Rica (1 destino, 2 aerolíneas)     |                                                 |                                             |              |              |
| San José                                 | Aeropuerto Internacional Juan Santamaría        | Avianca Costa Rica/ TACA                    |              |              |
| Suramérica                               |                                                 |                                             |              |              |
| Colombia (6 destinos, 3 aerolíneas)      |                                                 |                                             |              |              |
| Barranquilla                             | Aeropuerto Internacional Ernesto Cortissoz      | Avianca Costa Rica / Copa Airlines Colombia |              |              |
| Bogotá                                   | Aeropuerto Internacional El Dorado              | Copa Airlines Colombia / Satena             |              |              |
| Cartagena                                | Aeropuerto Internacional Rafael Núñez           | Copa Airlines Colombia                      |              |              |
| Cali                                     | Aeropuerto Internacional Alfonso Bonilla Aragón | Copa Airlines Colombia                      |              |              |
| Medellín                                 | Aeropuerto Internacional José María Córdova     | Copa Airlines Colombia                      |              |              |
| Pereira                                  | Aeropuerto Internacional Matecaña               | Copa Airlines Colombia                      |              |              |
| Europa                                   |                                                 |                                             |              |              |
| Italia (1 destino, 1 aerolínea)          |                                                 |                                             |              |              |
| Milán                                    | Aeropuerto de Milán-Malpensa                    | Neos                                        |              |              |
| República Checa (1 destino, 1 aerolínea) |                                                 |                                             |              |              |
| Praga                                    | Aeropuerto Internacional de Ruzyně              | CSA Czech Airlines                          |              |              |

Aerolíneas extintas
| Ciudades por países                     | Nombre del aeropuerto                           | Aerolíneas | Notación     |
| Norteamérica                            | Norteamérica                                    | Norteamérica | Norteamérica |
| --------------------------------------- | ----------------------------------------------- | --- | ------------ |
| Canadá (1 destino, 1 aerolínea)         |                                                 | |              |
| Toronto                                 | Aeropuerto Internacional Toronto Pearson        | CanJet |              |
| Estados Unidos (1 destino, 1 aerolínea) |                                                 | |              |
| Miami                                   | Aeropuerto Internacional de Miami               | Aerotal |              |
| Centroamérica                           |                                                 | |              |
| Costa Rica (1 destino, 2 aerolíneas)    |                                                 | |              |
| San José                                | Aeropuerto Internacional Juan Santamaría        | SAM Colombia / West Caribbean Airways |              |
| El Salvador (1 destino, 1 aerolínea)    |                                                 | |              |
| San Salvador                            | Aeropuerto Internacional de Comalapa            | SAM Colombia |              |
| Guatemala (1 destino, 1 aerolínea)      |                                                 | |              |
| Guatemala                               | Aeropuerto Internacional La Aurora              | SAM Colombia |              |
| Honduras (1 destino, 1 aerolínea)       |                                                 | |              |
| Tegucigalpa                             | Aeropuerto Internacional Toncontín              | SAHSA |              |
| Nicaragua (1 destino, 1 aerolínea)      |                                                 | |              |
| Managua                                 | Aeropuerto Internacional Augusto C. Sandino     | SAM Colombia |              |
| Panamá (1 destino, 4 aerolínea)         |                                                 | |              |
| Panamá                                  | Aeropuerto Internacional de Tocumen             | Intercontinental de Aviación / SAM Colombia / West Caribbean Airways / SAHSA                                                                            |              |
| Suramérica                              |                                                 | |              |
| Colombia (11 destinos, 13 aerolíneas)   |                                                 | |              |
| Barranquilla                            | Aeropuerto Internacional Ernesto Cortissoz      | Aerocóndo / Cosmos S.A / SAM / Viva Air |              |
| Bogotá                                  | Aeropuerto Internacional El Dorado              | ACES / Aerocóndor / Aerotal / Cosmos S.A / Intercontinental de Aviación / Isleña de Aviación / SAM / West Caribbean Airways / Viva Air / Aires Colombia |              |
| Bucaramanga                             | Aeropuerto Internacional Palonegro              | Viva Air |              |
| Cartagena                               | Aeropuerto Internacional Rafael Núñez           | Intercontinental de Aviación / LANZA / SAM / Viva Air                                                                                                   |              |
| Cali                                    | Aeropuerto Internacional Alfonso Bonilla Aragón | Aerocóndor / Cosmos S.A / Intercontinental de Aviación / Isleña de Aviación / SAM / West Caribbean Airways / Viva Air / GCA Airlines                    |              |
| Magangué                                | Aeropuerto Baracoa de Magangué                  | LANZA |              |
| Medellín/Rionegro                       | Aeropuerto Internacional José María Córdova     | Aerotal / Intercontinental de Aviación / Isleña de Aviación / SAM / West Caribbean Airways / Viva Air                                                   |              |
| Medellín                                | Aeropuerto Olaya Herrera                        | West Caribbean Airways |              |
| Pereira                                 | Aeropuerto Internacional Matecaña               | West Caribbean Airways / Viva Air / GCA Airlines |              |
| Santa Marta                             | Aeropuerto Internacional Simón Bolívar          | Viva Air |              |
| Isla de Providencia                     | Aeropuerto El Embrujo                           | SAM Colombia / Aerolíneas La Gaviota / West Caribbean Airways                                                                                           |              |
| Ecuador (1 destino, 2 aerolíneas)       |                                                 | |              |
| Quito                                   | Antiguo Aeropuerto Internacional Mariscal Sucre | TAME / Equair |              |
| Europa                                  |                                                 | |              |
| Alemania (2 destinos, 1 aerolínea)      |                                                 | |              |
| Düsseldorf                              | Aeropuerto Internacional de Düsseldorf          | LTU International |              |
| Italia (1 destino, 1 aerolínea)         |                                                 | |              |
| Milán                                   | Aeropuerto de Milán-Malpensa                    | Lauda Air |              |

## Accidentes e incidentes
- El miércoles 5 de octubre de 1983 un Boeing 727-21 de la aerolínea SAM Colombia tuvo un accidente al momento de aterrizar por la pista 06 del aeropuerto, según informaciones al intentar bajar el tren de aterrizaje se presentaron problemas, obligando a avión a aterrizar de "barrigazo" y quedando este en pérdida total.[2]

- El 7 de abril de 1996 un avión tipo Cessna A-37 Dragonfly estaba ejerciendo maniobras para el aterrizaje cuando el avión perdió el control y se accidento en la cabecera de la pista.[3]

- El 26 de julio de 2008 un avión tipo Cessna 340 / 335 de matrícula mexicana que venía en vuelo de escala técnica a San Andrés para seguir hacia Barranquilla cayó al mar cerca de la costa al momento de aterrizar por la pista 06; de acuerdo con el piloto, vio instrumentos sin novedad y en la parte final de aproximación el avión hizo un giro brusco a la izquierda y se accidentó".[4]

- El 16 de agosto de 2010 el Vuelo 8250 de Aires operado por un Boeing 737-700 de matrícula HK- 4682, sufrió un accidente cuando se disponía aterrizar en el aeropuerto en medio de una fuerte tormenta eléctrica y una torrencial lluvia dejando dos personas muertas y 114 heridas, el avión quedó destrozado en tres partes en la cabecera 06 del aeropuerto, dejando en zonas de seguridad motores y trenes de aterrizaje debido al primer impacto en tierra antes de rebotar y tocar pista quedando en su posición final.[5]

- El 19 de septiembre de 2013 un avión tipo Boeing 757-200 de American Airlines con 178 personas a bordo, entre ellos 6 tripulantes, que hacia el vuelo de itinerario SJO-MIA, tuvo que aterrizar de emergencia en el aeropuerto debido a una fuerte presencia de humo en la cabina del avión, aterrizó sin ningún contratiempo estando en el aeropuerto junto con los pasajeros más de 7 horas, la aerolínea envió un segundo Boeing 757-200 para llevar a los pasajeros a su destino original.[6]

- El 16 de febrero de 2022 un avión ambulancia tipo Swearingen Merlin IV que se encontraba carreteando para su despegue se salió de la pista y terminó chocando con el muro perimetral del aeropuerto, los seis ocupantes de la aeronave salieron ilesos.